# 度假小鎮

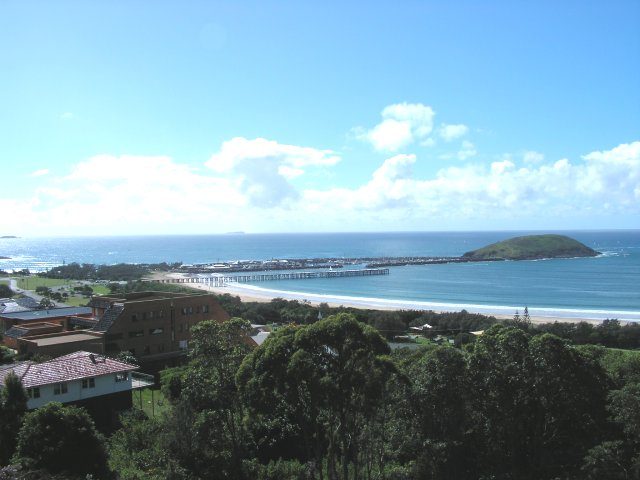
科夫斯港是澳大利亞東海岸一個主要的旅遊城市

度假小鎮，有時也被稱為度假城市或度假勝地, 是指旅遊或度假是一個城鎮或地方的當地文化和經濟的主要組成部分。大多數的度假小鎮擁有一個或多個度假村，但是也有一些地方因為深受遊客歡迎而被認為是度假勝地。

通常情況下，度假小鎮的經濟幾乎完全針對迎合遊客的需求，大多數居民都在旅遊業或度假村裡工作。商店和高檔精品時裝店銷售以當地為主題的紀念品，汽車旅館，以及通常遍布在市中心繁華地帶的獨特餐館。

## 度假小鎮的例子
- 澳大利亞（Australia）
  - 科夫斯港（Coffs Harbour）[1]
- 巴西（Brazil）
  - Caldas Novas[2]
  - 帕爾馬斯，托坎廷斯州（Palmas, Tocantins）[3]
- 加那利群岛，西班牙（Canary Islands, Spain）
  - 拉斯帕爾馬斯（Las Palmas）[4]
- 加拿大（Canada）
  - 尼亞加拉瀑布城（Niagara Falls）
  - 托菲諾（Tofino）[5]
  - 威士拿（Whistler）
- 古巴（Cuba）
  - 巴拉德羅（Varadero）
- 法國（France）
  - 戛納（Cannes）[6]
  - 尼斯（Nice）
- 以色列（Israel）
  - 埃拉特（Eilat）[7]
- 義大利（Italy）
  - 裡喬內（Riccione）[8]
- 牙買加（Jamaica）
  - 奧喬里奧斯（Ocho Rios）[9]
- 拉脫維亞（Latvia）
  - 尤爾馬拉（Jurmala）[10]
- 墨西哥（Mexico）
  - 坎昆（Cancún）[11]
  - 馬薩特蘭（Mazatlán）
  - 巴亞爾塔港（Puerto Vallarta）
  - 普拉亞德爾卡曼（Playa del Carmen）
  - 科蘇梅爾島(Cozumel)
  - 卡波聖盧卡斯（Cabo San Lucas）
  - 穆赫雷斯島（Isla Mujeres）
- 紐西蘭（New Zealand）
  - 皇后鎮（Queenstown）[12]
- 波蘭（Poland）
  - 耶德利納-茲德魯伊（Jedlina-Zdroj）[13]
- 葡萄牙（Portugal）
  - 法魯（Faro）[14]
  - 菲蓋拉-達福什 (Figueira da Foz)
- 俄羅斯（Russia）
  - 索契（Sochi）[15]
- 英國（United Kingdom）
  - 黑潭（Blackpool）[16]
  - 伯恩茅斯（Bournemouth）[17]
  - Weston-super-Mare[18]
- 美國（United States）
  - 阿斯彭（Aspen）[19]
  - 大西洋城（Atlantic City）[20]
  - 拉斯維加斯（Las Vegas）
  - 邁阿密（Miami）
- 烏拉圭（Uruguay）
  - 埃斯特角城（Punta del Este）
- 越南（Vietnam）
  - 芽莊（Nha Trang）[21]
- 瑞士（Switzerland）
  - 聖莫里茨（St. Moritz）